# Kathedraal van Pistoia
De kathedraal van Pistoia (Italiaans: Duomo di Pistoia of Cattedrale di San Zeno) is de belangrijkste kerk van de Toscaanse stad Pistoia en staat aan de Piazza del Duomo. Zij is de hoofdkerk van het bisdom Pistoia en is gewijd aan Zeno van Verona.

## Geschiedenis
Men neemt aan dat er in de vijfde eeuw een kleinere kathedraal in Pistoia stond. Men weet niet waar die gestaan heeft, maar waarschijnlijk op de plaats van de huidige of op de plaats van de Pieve di Sant'Andrea of de San Pier Maggiore.
De oudste bron die verwijst naar de kathedraal dateert uit 923. Een diploma uit 998 van keizer Otto III van het Heilige Roomse Rijk noemt een vroeg-christelijk gebouw tussen het Piazza del Duomo en de uitkijktoren van de stad. In 1108 raakte de kathedraal beschadigd door een brand en zij werd waarschijnlijk herbouwd in de daaropvolgende decennia. In 1145 werd er een altaar gewijd aan Jakobus de Meerdere door bisschop Sint-Atto. In 1202 verwoestte een brand wederom delen van de kathedraal. In 1274-1275 werden er gewelven geplaatst boven de zijbeuken terwijl de kerk in 1298 ten derden male werd beschadigd, dit keer door een aardbeving. 
Tussen 1379 en 1440 werd de façade gebouwd met haar loggia. Aan het begin van de zeventiende eeuw werd het middeleeuwse koor afgebroken en vervangen door barokke nieuwbouw. De straalkapellen werden eveneens aangepast.
Tussen 1952 en 1966 werd de kerk grondig gerestaureerd. 

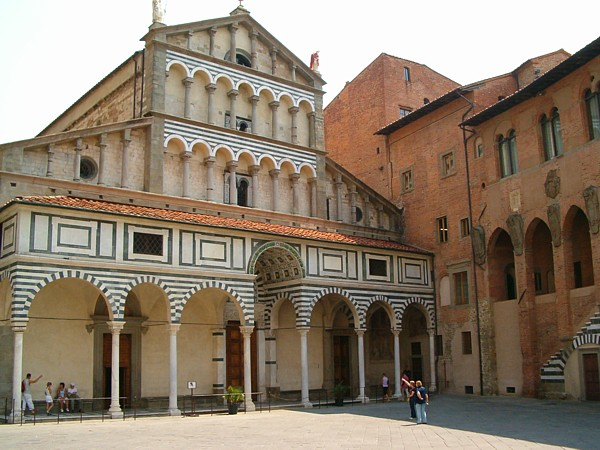
De façade met de loggia